# Athena (entreprise)
Pour les articles homonymes, voir Athena (homonymie).
Athena Co. Ltd. (株式会社アテナ? Kabushiki Gaisha Atena) est un développeur de jeux vidéo japonais, fondé en juillet 1987.

## Jeux
- BioMetal (1993)
- Blockids (1996)
- Castle of Dragon (1990)
- Championship Bowling (1989)
- Daioh (1993)
- De-Block (1989)
- Dezaemon (NES, 1991)
- Dezaemon 2 (1997)
- Dezaemon 3D (1998)
- Dezaemon BS Version - Sugoi Shooting (1996)
  - Sugoi STG!! Jintai (1996)
  - Sugoi STG-2: Crystal Guardian (1996)
- Dezaemon BS Version - BS-X Shooting (1996)
- Dezaemon DD (annulé)
- Dezaemon Kids! (1998)
- Dezaemon Plus (1996)
- Dragon Unit (1989)
- Family Quiz (1988)
- Gambler Densetsu Tetsuya DIGEST
- J.J. Squawkers (1993)
- Kaite tukutte Asoberu Dezaemon (1994)
- Lutter (1989)
- Mahjong DX II
- Pocket Bowling (1999)
- Professional Mahjong Kiwame D
- Pro Mahjong Kiwame
- Pro Mahjong Kiwame
- Pro-Mahjong Kiwame Final
- Pro Mahjong Kiwame Next
- Pro Mahjong Kiwame 64 (1997)
- Pro Mahjong Kiwame Tengensenhen (1999)
- Pro Mahjong Kiwame Tengensenhen (2000)
- Strike Gunner S.T.G. (1991)
- Super Bowling (1992)
- Sword Master (1990)
- Taisen: Tsume Shogi (2000)
- The Quiz Bangumi
- Thunder & Lightning (1990)
- Virtual Bowling (1995)
- Waku Waku Volleyball
- Wit's (1990)
- World Bowling (1990)
- Yakōchū
- Yakōchū II: Satsujin Kōro (1999)
- Yakōchū GB